# Final Fantasy XII
Final Fantasy XII (ファイナルファンタジーXII, Fainaru Fantajī Tuerubu) est un jeu vidéo de rôle développé et édité par Square Enix, sorti sur PlayStation 2 le 16 mars 2006 au Japon. Il a été édité en Amérique du Nord le 31 octobre 2006 par Square Enix, et en Europe en février 2007 par Ubisoft. Avant sa sortie européenne, le jeu s'était déjà vendu à plus de quatre millions d'exemplaires dans le reste du monde.
Final Fantasy XII se déroule dans le monde imaginaire d'Ivalice, où deux puissants empires, Rozarria et Archadia, se disputent la domination des terres. Le jeu débute deux ans après qu'Archadia a annexé le petit royaume de Dalmasca. Dans ce contexte général, le jeu se concentre sur Vaan, un jeune aventurier dalmascan qui rejoint le mouvement de résistance de la princesse Ashe contre l'empire archadien.
Le jeu introduit plusieurs innovations à la série des Final Fantasy : les combats se déroulent sur l'écran d'exploration sans phase de transition ; un système de « gambits » permet de définir à l'avance des actions à effectuer par les différents personnages suivant certaines conditions ; enfin, une « grille de permis » détermine quelles compétences et équipements sont utilisables par ces derniers. Final Fantasy XII reprend également certains concepts et éléments des précédents volets de la série, comme les invocations de créatures, les Chocobos ou les vaisseaux volants.
Une version remastérisée, intitulée Final Fantasy XII: The Zodiac Age, est sortie le 11 juillet 2017 sur PlayStation 4, le 1er février 2018 sur Microsoft Windows via Steam, puis sur Nintendo Switch et Xbox One le 30 avril 2019.

## Trame

### Un monde: Ivalice
Final Fantasy XII se déroule dans un monde appelé Ivalice (il s'agit aussi du nom du royaume des Atkascha dans Final Fantasy Tactics), à une époque où « la magie était chose courante » et où « les vaisseaux fendaient les cieux ». En ces temps-là, les magilithes, des pierres renfermant une mystérieuse force magique, sont couramment utilisés, aussi bien pour jeter des sorts que pour faire voler les vaisseaux — l'un des moyens de transport les plus prisés de ce monde. Ivalice est divisé en trois continents : Ordalia, Valendia et Kerwon. Ordalia se situe dans la partie occidentale d'Ivalice. Au milieu des vastes plaines de ce continent se trouve l'Empire de Rozarria, l'est du continent est quant à lui recouvert d'un immense désert, qui se trouve être un jagd. Les jagds sont des terres si riches en myste (la manifestation éthérée des magilithes) que les vaisseaux ne peuvent les survoler. Sur le continent de Valendia se trouve l'Empire d'Archadia, cet empire se compose en majorité de vastes plaines luxuriantes. Le continent de Kerwon s'étend au sud d'Ivalice, et présente un relief plus accidenté et un climat plus varié que les autres régions de ce monde. On y trouve aussi bien des forêts luxuriantes que des endroits glacés. Au milieu d'Ordalia et de Valendia se trouve la Péninsule Galtéenne d'Ordalia. C'est là que se trouve le petit royaume de Dalmasca, point central de l'histoire du jeu. D'un climat plutôt tempéré, Dalmasca est cependant entourée de déserts, ce qui la rend assez différente des étendues froides de Kerwon et des riches plaines de Valendia et Ordalia. La situation particulière et stratégique du royaume de Dalmasca l'a placé au milieu du conflit larvé opposant les deux grands empires de Rozarria et Archadia. Si bien que deux ans avant le début du jeu, Dalmasca, ainsi que diverses nations de petite taille, est envahie par Archadia.

### Personnages
Note : les noms des personnages sont suivis entre parenthèses de ceux des interprètes (voix) de la version japonaise et de la version internationale (anglophone).
Le joueur contrôle une équipe de six joueurs, pouvant en placer jusqu'à trois simultanément dans l'aire de jeu :
- Vaan (Kohei Takeda / Bobby Edner) : Un jeune orphelin de 17 ans vivant à Rabanastre. Sa famille a été tuée par une épidémie de peste avant l'invasion de l'empire d'Archadia, mais malgré sa condition, il tient à rester optimiste et rêve de devenir un jour un pirate du ciel — les airs étant pour lui le seul endroit encore libre dans le monde. En attendant, il survit en tant que voleur…
- Ashe (Mie Sonozaki / Kari Wahlgren) : Princesse de 19 ans, héritière du trône de Dalmasca. À la suite de l'invasion du royaume par Archadia et l'exécution de son père, officiellement morte suicidée, elle vit clandestinement et fonde un mouvement de résistance à l'empire.
- Balthier (Hiroaki Hirata / Gideon Emery) : Un pirate du ciel de 22 ans maniant le fusil. Il possède avec Fran un vaisseau volant, le Sillage. Satisfait de son statut, sa rencontre avec Vaan qui rêve de devenir un pirate va cependant l'amener à revoir ses idéaux. Balthier est un peu égoïste, cynique et arrogant de nature s'autoproclamant même héros de l'aventure.
- Fran (Rika Fukami / Nicole Fantl) : Une Viéra d'âge inconnu, pirate du ciel et partenaire de Balthier dans ses raids pirates. Il s'agit d'une combattante redoutable sachant manier de nombreuses techniques de combats ainsi que diverses armes ; l'arc est cependant son arme de prédilection.
- Penelo (Yuna Mikuni / Catherine Taber) : Une jeune fille de 16 ans, amie d'enfance de Vaan. Elle considère Vaan comme son frère et veille toujours sur lui. Elle a des talents en chant et en danse. La famille de Penelo a péri au cours de la guerre. Son grand frère lui a appris les arts martiaux, mais elle n'a pas encore eu l'occasion de mettre en œuvre ses enseignements. Elle vit à Rabanastre, en rendant quelques services au marchand Migelo. Elle a beaucoup de gentillesse et d'affection pour Fran et Larsa.
- Basch (Rikiya Koyama / Keith Ferguson) : Un ancien capitaine de l'armée de Dalmasca, âgé de 36 ans. Il est soupçonné d'avoir assassiné le Roi pendant l'invasion du royaume et est recherché pour haute trahison. Le soldat Reks, le défunt frère de Vaan, était sous ses ordres.

### Scénario
L'histoire de Final Fantasy XII débute dans la Cité Royale de Rabanastre, capitale du royaume de Dalmasca, où l'on célèbre avec une joie immense le mariage de la Princesse Ashe, héritière du trône de Dalmasca, avec le Prince Rasler, héritier du trône de Nabradia. La liesse est vite interrompue par l'invasion inattendue de Dalmasca par l'Empire d'Archadia. Dans la guerre qui suit, Nabradia et Dalmasca ne tardent pas à être envahies et annexées par Archadia. La guerre cause d'innombrables morts, parmi lesquels le Prince Rasler. Le Roi de Dalmasca, Raminas, qui est contraint de signer la capitulation de son royaume, est quant à lui assassiné. La tentative de sauvetage du Roi, orchestrée par les Chevaliers Dalmascans échoue lorsque Basch, l'un de ses plus valeureux membres, assassine Raminas ainsi que Reks, un jeune soldat de 17 ans qui accompagnait les Chevaliers. La trahison de Basch, ainsi que le suicide présumé de la princesse (elle a brusquement disparu) sont annoncés par le Marquis Ondore.
Deux ans plus tard, Vaan, le frère cadet de Reks, s'infiltre dans le Palais de Rabanastre durant le dîner organisé en l'honneur de Vayne, qui vient d'être nommé Consul de Dalmasca. Il met la main sur une précieuse pierre, le Magilithe de la Déesse. Il fait la rencontre de Balthier, un pirate du ciel, et de sa partenaire Fran, qui lui apprennent l'existence des magilithes. Leur fuite du palais tourne mal lorsque, dans les Égouts de Garamsythe, ils tombent nez-à-nez avec Amalia, la jeune femme qui dirige la Résistance. Mais Vaan, Balthier et Fran ne tardent pas à se faire capturer par l'Empire et sont envoyés dans le Donjon de Nalbina pour y être emprisonnés. En s'évadant par les cachots souterrains, ils font la connaissance de Basch, emprisonné en ce lieu depuis deux ans, qui leur apprend l'existence de son frère jumeau, qui n'est autre que le Haut-Juge Gabranth. Ils finissent par tous s'échapper de ces cachots. Basch peut alors expliquer à Vaan que Gabranth a pris sa place afin d'exercer un chantage sur le Marquis Ondore. Reks n'était qu'un témoin gênant qu'il fallait éliminer. Sceptique au début, Vaan finit par le croire. Ils apprennent entretemps la disparition de Penelo, enlevée par un chasseur de primes, Ba'Gamnan, qui l'utilise comme appât afin de capturer Balthier. Avec l'aide de Balthier et de Fran, ils rejoignent Bhujerba, où Penelo est détenue. Ils rencontrent un mystérieux garçon prénommé Lamont, qui n'est autre que le frère cadet de Vayne, Larsa, qui les accompagne dans les Mines de Lhusu où Penelo serait détenue. Le passage de Basch à Bhujerba crée des remous, si bien que les héros sont capturés par le Marquis et envoyés à bord du vaisseau impérial Léviathan, commandé par le Juge Ghis. Celui-ci s'empare du Magilithe de la Déesse, qui s'avère en fait être l'Éclat du Crépuscule, afin de l'envoyer à Archadia.
À bord du Léviathan, l'équipe est rejointe par Amalia, qui n'est autre que la Princesse Ashe ; et Penelo, qui a été secourue par Larsa. Ils parviennent à s'échapper du vaisseau et rejoignent Bhujerba afin de rencontrer le Marquis Ondore, qui est aussi l'oncle de Ashe, mais celle-ci ne peut prouver son appartenance à la lignée royale, condition sine qua non pour avoir une chance de restaurer son royaume. Guidée par des visions dans lesquelles elle voit son défunt époux, le Prince Rasler, elle se résout à partir à la recherche des reliques de Raithwall, le Roi-Dynaste, afin de pouvoir prouver ses origines royales. L'équipe part donc en direction de l'ouest et arrive au Tombeau de Raithwall, où repose l'Éclat de l'Aube, un magilithe aux propriétés spéciales, puisqu'il s'agit en fait d'un nihilithe divin, un artefact absorbant le myste fabriqué des mains-mêmes des Dieux. Ghis met la main sur l'Éclat de l'Aube et tente de l'utiliser à son profit mais la puissance de la pierre provoque la destruction du Léviathan et de toute la Huitième Flotte Impériale. Les héros parviennent cependant à s'échapper de justesse. L’Éclat de l'Aube étant désormais vidé de tout pouvoir, Ashe part sur les conseils de Larsa, cherchant toujours à comprendre les nihilithes, à la rencontre du Grand Pontife Anastasis, vivant au Sanctuaire de Bur-Omisace, afin que celui-ci la reconnaisse en tant que Reine de Dalmasca et puisse permettre la restauration de Dalmasca, ce qui permettrait d'amener la paix en Ivalice. L'équipe au grand complet se met en route. Afin de continuer leur route, ils devront venir en aide aux viéras de la jungle de Golmore, plus particulièrement Mjrn, la sœur de Fran, qui est possédée par un nihilithe artificiel, et lui sauvent la vie.
L'équipe apprend bientôt que la guerre n'est pas le souhait de tous en Ivalice. Larsa, qui a enquêté sur les liens existants entre Vayne et les nihilithes artificiels, a pris contact avec Al-Cid Margrace, un membre éminent de la famille impériale de Rozarria afin de les amener à faire la paix. Malheureusement, tous ces espoirs de paix sont balayés avec la mort soudaine de l'Empereur Gramis d'Archadia, qui aurait été assassiné par un membre du Sénat impérial, Gregoroth,. Sur les conseils du Grand Pontife, Ashe part pour le Temple de Miliam où elle met la main sur l’Épée des Rois, une lame capable de détruire les nihilithes. Alors qu'elle obtient l'épée dans le temple de Miliam, le Grand Pontife est assassiné par le Juge Bergan et Larsa est rapatrié à Archadia. L'équipe se heurte à Bergan, et après ce combat, le groupe commence un long périple à pied en direction d'Archadès, où se trouve le Laboratoire Draklor. Au sein de ce laboratoire sont fabriqués les nihilithes artificiels, fruits des recherches effectuées par le Docteur Cid. Sur place, ils rencontrent Reddas, un pirate venant de Port Balfonheim. Ils sont ensuite confrontés au Dr Cid, qui réussit à s'échapper, mais qui laisse cependant des indices derrière lui qui mènent Ashe, Vaan, Balthier, Fran, Basch et Penelo à Gilvégane, la Cité perdue dans laquelle se trouverait le Criste Solaire, source des nihilithes divins. L'équipe explore la Cité perdue, mais seule Ashe parvient à rencontrer en personne les Occuria, créateurs du Criste Solaire, qui lui révèlent l'emplacement du Criste Solaire et lui offrent l'Epée du Pacte, qui permet de tailler de nouveaux éclats de nihilite divin. Ashe devient ainsi l'« agent » des Occuria, qui l'exaltent à sauver Dalmasca et à se venger de l'Empire.
La force extraordinaire de l'Empire Archadien, mené par Vayne, provenait en réalité des recherches effectuées sur les nihilithes par le Dr Cid, sous l'influence d'un hérétique Occuria, Venat. Vayne cherche ainsi à devenir le nouveau Roi-Dynaste en utilisant les nihilithes artificiels afin de devenir le maître de tout Ivalice. Le Dr Cid (Cidolfus Demen Bunansa), qui s'avère être le père de Balthier, est devenu pour ainsi dire obsédé par les nihilithes et leurs pouvoirs depuis sa visite de Gilvégane et sa rencontre avec Venat. L'expansion de l'Empire, qui a mené à la destruction de Nabudis et à l'invasion de Dalmasca, a été orchestrée afin d'obtenir et d'étudier les reliques royales - les nihilithes divins. L'un de ces nihilithes se trouvait à Nabudis, il s'agissait de l'Éclat de la Nuit. Il fut utilisé par le Haut-Juge Zecht, ce qui causa la destruction totale de la cité. Gabranth arrive pendant ce temps à Gilvégane afin de s'assurer des intentions de la princesse, qu'il pense être belliqueuses. Les indices donnés par les Occurias quant à la localisation du Criste-Solaire amènent Ashe et ses amis au lointain Phare de Ridorana, avec l'aide de Reddas. Ashe est désormais résolue à détruire le Criste-Solaire et se défait de Gabranth, qui avoue avoir assassiné son père, et de Cid, qui avant de mourir provoque une réaction au sein du Criste-Solaire qui commence à s'emballer. Reddas, (qui est en fait l'ancien Haut-Juge Zecht) rongé par la culpabilité pour avoir causé la destruction de Nabudis, utilise l'Épée des Rois sur le Criste-Solaire, provoquant sa destruction au prix de sa propre vie.
Ashe apprend ensuite de la bouche d'Al-Cid qu'une guerre entre Archadia et la Résistance, menée par le Marquis Ondore, est sur le point de se dérouler : le champ de bataille n'est autre que Rabanastre. De plus, l'Empire de Rozarria est personnellement impliqué dans cette affaire. En effet, une escarmouche a eu lieu dans l'espace aérien de Nabradia, opposant l'Empire à un petit groupe de Résistants, en fait composé de soldats de l'Empire de Rozarria. Cette situation très instable pourrait mener à une guerre généralisée. En vue des combats à venir, l'Empire a fait venir le Bahamut, immense forteresse volante gorgée des pouvoirs provenant du Criste-Solaire. La forteresse volante stationne au-dessus de Rabanastre. Ashe, Vaan, Penelo, Balthier, Fran et Basch réussissent à s'infiltrer dans le Bahamut grâce à l'aide de la Résistance. Basch y retrouve son frère jumeau, Gabranth, de son vrai nom Noah Fon Ronsenburg, qui voue toujours à Basch une haine intense, mais qui reste décontenancé par sa loyauté. L'équipe rencontre aussi Vayne et Larsa, ce dernier désapprouve les méthodes employées par son frère. Pour le combat final, Larsa et Gabranth s'allient à Ashe afin de vaincre Vayne et Venat. La guerre se termine enfin avec une déclaration prononcée par Ashe, enjoignant aux belligérants de cesser les hostilités. Larsa prend de son côté le commandement de l'Armée Impériale. Le Bahamut, vidé de tout pouvoir, menace de s'écraser sur Rabanastre. Vaan, Penelo, Basch, Ashe et Larsa réussissent à s'échapper. Balthier et Fran restent à bord afin de réparer le système de propulsion du vaisseau, ce qui permet d'éviter au Bahamut de s'écraser sur la cité. Cependant, le contact est perdu avec eux.
Un an plus tard, Ashe est devenue Reine de Dalmasca. Son couronnement est sur le point de se dérouler. Basch a pris la place de Gabranth en tant que Haut-Juge, honorant le dernier souhait de son frère jumeau, devenant ainsi le protecteur du nouvel Empereur d'Archadia, Larsa. Vaan est devenu un pirate du ciel possédant son propre vaisseau, accompagné par Penelo. On apprend que Balthier et Fran sont venus récupérer le Sillage. Ils laissent un message à Vaan incluant un mot destiné à la Reine Ashe ainsi que son alliance, que celle-ci avait donné à Balthier auparavant. Le mot est ensuite transmis à la Reine. Enfin, le jeu se termine sur Vaan et Penelo, s'envolant à bord de leur vaisseau afin de rencontrer Balthier et Fran, qui leur ont donné rendez-vous à Bervénia.

## Système de jeu

### Système de contrôle
Le système de combat (appelé ADB, pour Active Dimension Battle) de Final Fantasy XII bouleverse de nombreuses traditions. À l'image de nombreuses productions RPG contemporaines[réf. souhaitée], il évolue vers une suppression de la limite concrète entre l'exploration et les combats (quand bien même d'autres jeux continuent à exploiter l'ancien procédé, qui peut se révéler plus pratique). Final Fantasy XI propose déjà un système de combat sans transition, qui offre une nouvelle expérience de jeu.
Ainsi, le joueur ne se retrouve plus sur l'Atlas, comme depuis Final Fantasy X. Il distinguera deux types de zones : les régions habitées, où il discutera avec les habitants, et les zones « sauvages », où il peut voir évoluer les monstres. Il est libre de les affronter ou de les éviter.
Pour ne pas avoir à choisir en permanence quelle action faire comme c'était le cas dans les précédents jeux, il existe un système d'actions automatiques appelées « gambits » : chaque personnage peut débloquer jusqu'à 12 emplacements pour programmer l'action à faire en fonction des circonstances, et ce sans que le joueur intervienne. Ce qui fait que dans certains combats, le joueur peut poser la manette et regarder l'équipe combattante tuer le monstre seule.
Comme dans les autres épisodes, chaque personnage peut lancer une super-attaque, appelée ici « Impulsion ». Chaque personnage en a 3, de différents niveaux, et le joueur peut les enchaîner en un combo dévastateur.

### Système d'évolution
Final Fantasy XII propose un système d'évolution mélangeant le Sphérier de Final Fantasy X avec les matérias et les niveaux de Final Fantasy VII.
Les caractéristiques des personnages dépendent de leur niveau. Les techniques et sorts de magie, quant à eux, doivent être achetés dans des boutiques spécialisées (certains sont trouvables dans des coffres dans la version The Zodiac Age), mais pour les utiliser le joueur doit débloquer des « permis » sur la grille des permis (commune à tous les personnages dans le jeu d'origine, spécifique à un job dans la version The Zodiac Age), grâce à des points de permis (PP) gagnés en tuant des monstres.
Les permis en plus des sorts et techniques permettent d'utiliser des armes et des pièces d'équipement. En effet après avoir acheté ou trouvé une arme, il est nécessaire d'activer le permis associé pour l'utiliser. La grille des permis offre aussi la possibilité de débloquer l'utilisation des Impulsions et des invocations, mais aussi des bonus sur les caractéristiques du personnage (augmentation des points de vie, de la force, de la rapidité, effet supplémentaire sur les objets …)

### Éons
Les Éons sont des créatures déchues par les dieux et se trouvant à différents endroits d'Ivalice. À chaque élément (Feu, Glace, Âme, Terre, Eau, Foudre, Mort, Poison, Météore, Air, Gravité) correspond un couple d'éons opposés : un lumineux et un obscur. Pour chacun des deux éléments restants, Lumière et Ténèbres, il n'existe qu'un seul éon (Ultima et Zodiarche), la lumière étant naturellement l'opposé des ténèbres. En outre, chaque élément est associé à l'un des douze signes du Zodiaque, plus le treizième, Ophiuchus (le Serpentaire).
On distingue trois niveaux d'Éons, le niveau correspondant au nombre de charges de myste (symbolisées dans le jeu par des petites barres orange) nécessaire pour les invoquer. Le niveau indique aussi la puissance de l'Éon.
Les éons se cachent à travers Ivalice, en tant que boss optionnels pour la plupart (seuls 5 sont à affronter dans l'intrigue principale). Cependant, une seule personne de votre équipe pourra acheter le permis, donc une seule personne pourra l'invoquer, et ceci est irréversible. De plus, durant l'invocation, seul l'éon et son invocateur restent sur le terrain, et l'éon ne peut être contrôlé par le joueur : il n'attaque que grâce à une série de gambits, propre à chaque éon.
Il existe 13 éons dispersés dans tout Ivalice :
- Bélias (Le titan), apôtre du Bélier
- Mateus (Le corrompu), apôtre des Poissons
- Shemhazai (Le sycophante), apôtre du Sagittaire
- Hashmal (Le grand ordonnateur), apôtre du Lion
- Famfrit (Le nuage ténébreux), apôtre du Verseau
- Adrammelech (Le grand courroux), apôtre du Capricorne
- Cúchulainn (L'impur), apôtre du Scorpion
- Zaléra (L'ange de la mort), apôtre des Gémeaux
- Chaos (L'intemporel), apôtre du Taureau
- Zéromus (Le condamnateur), apôtre du Cancer
- Exodus (Le juge céleste), apôtre de la Balance
- Ultima (Le grand séraphin), apôtre de la Vierge
- Zodiarche (Le gardien des préceptes), apôtre du Serpentaire

### Grille des permis
Comme dans de nombreux jeux de rôle, les personnages gagnent un niveau supplémentaire à chaque fois qu'ils obtiennent un certain nombre de points d'expérience (en tuant des ennemis), chaque fois qu'un personnage passe à un niveau supérieur, ses statistiques augmentent légèrement (points de vie, force, puissance des attaques physiques et magiques du personnage, résistance et endurance aux attaques ennemies), ce qui le rend plus performant au combat.
En plus des niveaux, le joueur peut améliorer ses personnages avec la grille des permis, chaque case permet au personnage d'effectuer différentes actions. La grille est divisée en deux parties :
- La partie supérieure contient la magie, les techniques, les accessoires et les bonus (statistiques);
- La partie inférieure est remplie principalement avec des licences d'armes et d'armures.

Pour débloquer les différentes cases, il faut avoir un certain nombre de points de permis (PP). Ces derniers sont gagnés en tuant des ennemis (simples monstres, boss, cibles de contrats).
Tous les personnages peuvent débloquer toutes les cases, sauf les éons qui ne peuvent être invoqués que par un personnage et chaque personnage a droit à 3 impulsions.

## Développement

### Histoire du développement

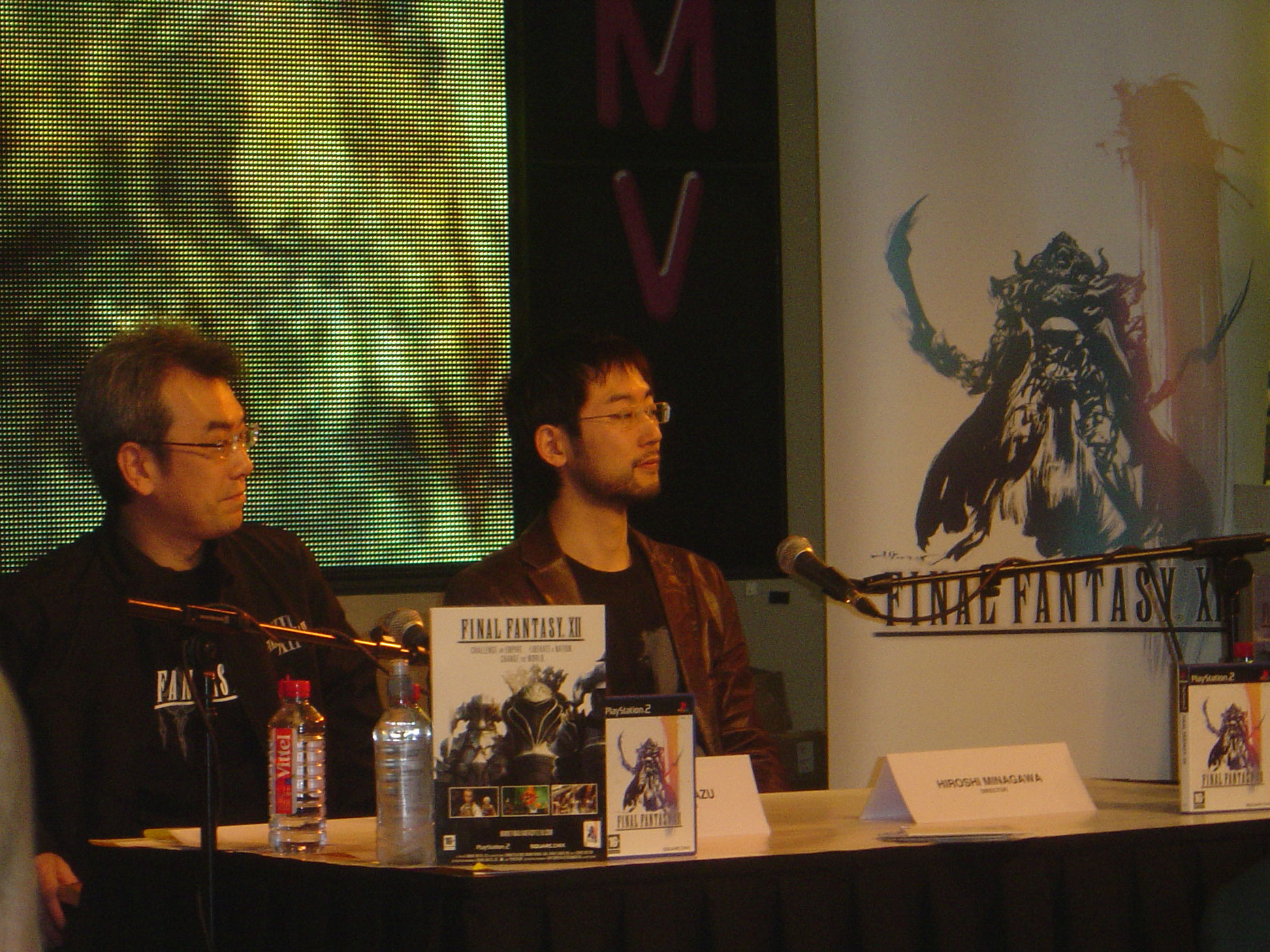
Akitoshi Kawazu et Hiroshi Minagawa à Londres pour la sortie européenne du jeu.

Débuté en 2002, le développement de Final Fantasy XII s'étend sur quatre années et fait de lui le jeu de la série au plus long développement avec Final Fantasy XI. La première présentation officielle du jeu s'est déroulée le 19 novembre 2003 à Tokyo. À ce moment-là, la sortie du jeu était prévue pour l'été 2004. Mais peu avant l'E3 2004, Final Fantasy XII a été repoussé à une date indéterminée, allant de l'hiver 2004 au printemps 2005. Selon Yasumi Matsuno, créateur du jeu, l'état d'avancement du projet n'était pas satisfaisant. Un an plus tard, au cours de l'E3 2005, Final Fantasy XII n'était toujours pas sorti au Japon. Square Enix annonce alors que la date de sortie japonaise serait fixée au cours d'un évènement nommé Square Enix Party 2005, se déroulant les 30 et 31 juillet à Tokyo.
Au lendemain de la Square Enix Party, le réalisateur et scénariste Yasumi Matsuno, qui a passé plusieurs années sur le projet, annonce son départ du poste de réalisateur pour rejoindre celui de superviseur. Hiroyuki Ito et Hiroshi Minagawa le remplacent à la direction du jeu. La raison officielle invoquée par Square Enix est une maladie.
Le 30 juillet 2005, les Japonais découvrent la date de sortie définitive du jeu au Japon : 16 mars 2006. Final Fantasy XII sort le 31 octobre 2006 en Amérique de Nord, puis le 22 février 2007 en France avec un jour d'avance sur le reste de l'Europe. Malgré cette longue attente, les joueurs ont pu suivre l'avancement du jeu et ses évolutions par les différentes vidéos et bandes-annonces distribuées par Square Enix.

### Influences
Les développeurs déclarent s'être inspirés de pays méditerranéens pour concevoir les graphismes du jeu. Cela est évident du point de vue architectural lorsque l'on voit les nombreuses cités d'Ivalice ainsi que les races qui les peuplent. L'équipe artistique a visité la Turquie, qui a influencé le choix de décors inspirés du monde méditerranéen. Les développeurs ont aussi tiré leur inspiration d'autres sources, telles l'Inde ou New York. On peut à ce propos noter l'utilisation du sanskrit dans la cité de Bhujerba (cela ne concerne cependant que la version anglophone du jeu) : Svagatam (bienvenue) et Parijanah (guide) sont des mots directement tirés du sanskrit. Hideo Minaba, développeur et réalisateur artistique adjoint, affirme en outre que l'équipe désirait ajouter des éléments de culture arabe dans le jeu, afin de donner une dimension plus internationale. La guerre est aussi un thème prédominant du jeu et les développeurs ont affirmé s'être inspirés de la Rome Antique pour les scènes de bataille, notamment celle présente dans l'introduction du jeu. On a aussi beaucoup parlé d'une éventuelle influence de Star Wars sur le jeu. En effet, on retrouve de nombreux thèmes communs au jeu et à la célèbre franchise : un empire cruel, un « méchant » caché sous une armure, des rebelles dirigés par une princesse en fuite, un pirate et son vaisseau accompagné par une coéquipière non-humaine, etc. sans parler des cinématiques qui mettent en scène des vaisseaux et des armées, et qui évoquent immanquablement la saga de George Lucas. Hideo Minaba affirme à ce sujet être un vrai fan de Star Wars et a déclaré à propos de cette influence sur Final Fantasy XII : « Je suis un grand fan de Star Wars, je dois l'admettre. Mais, si nous affirmons que Star Wars a été la source d'inspiration nous permettant de créer notre jeu, en fin de compte ce ne serait carrément plus un FF, ni même FF12. Je dirais que je suis juste un fan. Cependant, je ne dirais pas que cela nous a forcément influencés »,.
Équipe du développement
- Producteur exécutif : Akitoshi Kawazu
- Idée originale / scénariste / superviseur : Yasumi Matsuno
- Réalisateurs : Hiroyuki Ito, Hiroshi Minagawa
- Chef programmeur : Takashi Katano
- Direction artistique : Hideo Minaba, Isamu Kamikokuryou
- Design des personnages : Akihiko Yoshida
- Design des combats : Kazutoyo Maehiro
- Réalisateur des événements : Jun Akiyama
- Réalisateur des cinématiques : Eiji Fujii
- Superviseur : Taku Murata
- Musique : Hitoshi Sakimoto
- Compositeur et producteur du thème principal : Nobuo Uematsu
- Parolière, interprète et pianiste du thème principal : Angela Aki

## Musique

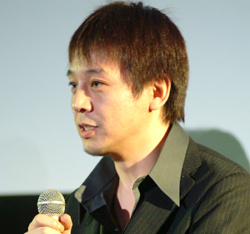
Hitoshi Sakimoto compose les musiques du jeu.

La bande originale du jeu est composée par Hitoshi Sakimoto, connu pour ses travaux sur des titres tels que Final Fantasy Tactics, Vagrant Story, Radiant Silvergun ou Gradius V. Elle comprend une chanson, Kiss Me Good-Bye, interprétée par Angela Aki et composée par Nobuo Uematsu, ainsi qu'un thème principal intitulé Hope, composé, arrangé et interprété par le violoniste japonais Taro Hakase.

## Versions

### Version internationale
Une version internationale du jeu, intitulée Final Fantasy XII International Zodiac Job System (ファイナルファンタジーXII インターナショナル ゾディアックジョブシステム, Système des métiers du Zodiaque), sort le 9 août 2007 au Japon, à l'occasion du 20e anniversaire de Final Fantasy et dans le cadre du projet Ivalice Alliance. La nouvelle est annoncée le 9 mai 2007 dans le magazine japonais Shônen Jump, peu avant la Square Enix Party. Cette version propose de nombreuses nouveautés, dont la principale concerne le système de permis : on y compte désormais douze grilles de permis différentes, contre une seule dans le jeu de base. Chaque grille correspond à un métier (job) différent, symbolisant les douze signes du zodiaque, d'où le nom du jeu. Les damiers, dont la forme évoque le symbole associé à leur signe zodiacal, s'avèrent plus petits que dans le jeu d'origine, même si cependant plusieurs nouveaux permis sont ajoutés. Chaque personnage peut ainsi évoluer différemment des autres, se spécialisant dans le maniement d'un type d'arme (armes à une main, à deux mains, à distance) ou d'un type de magie (curative, offensive...).
Les « personnages invités » (Basch, Amalia, Vossler, Larsa et Reddas) ainsi que les Éons sont contrôlables dans cette nouvelle version. Une nouvelle fonction est aussi ajoutée : en appuyant sur le bouton « L1 » le joueur peut accélérer le temps. Les trésors éparpillés tout au long du jeu sont déplacés, et le niveau de difficulté du jeu est revu à la baisse. Quelques modifications sur le fonctionnement de certains sorts (par exemple, les magies noires de premier niveau comme Feu ou Air touchent désormais tous les ennemis, et non plus un seul, le sort Soin soigne tous les personnages, et non plus un seul etc.). Quelques gambits sont ajoutés.
Cette version ajoute un nouveau mode de jeu, « Épreuves », accessible à l'écran-titre. Ce mode ressemble à un tournoi où le joueur doit affronter des ennemis (le plus souvent des boss, voire des Éons) les uns après les autres, à travers 100 niveaux successifs. Le joueur peut utiliser les personnages provenant de ses propres sauvegardes et les utiliser dans ce nouveau mode. Plus le joueur aura combattu d'ennemis, plus ils seront puissants.
La version internationale propose en outre les voix anglaises avec des sous-titres japonais, le mode 16/9e, ainsi qu'un disque bonus reprenant celui sorti aux États-Unis. Enfin, la dernière grande nouveauté est l'ajout des dialectes propres aux ethnies d'Ivalice (à la manière de Star Wars ou du Seigneur des anneaux), prévus pour le jeu original mais sans y avoir été implantés. Comme c'est le cas pour la quasi-totalité des « versions internationales », aucune sortie nord-américaine ou européenne n'est prévue.

### The Zodiac Age
Une version remastérisée, intitulée Final Fantasy XII: The Zodiac Age, est annoncée en juin 2016. Le jeu est sorti le 11 juillet 2017 sur PlayStation 4 et le 1er février 2018 sur Microsoft Windows. Elle reçoit les notes de 8,8/10 sur IGN et de 18/20 sur Jeuxvideo.com. Les éléments proposés sont similaires à quelques exceptions près de la version internationale.

## Accueil
Le jeu reçoit un très bon accueil de la part de la presse spécialisée. Famitsu lui décerne la note maximale de 40/40, il s'agit du sixième jeu à obtenir un tel score lors de sa sortie.
Après avoir reçu la note de 9 sur 10 dans le magazine anglais Edge, Final Fantasy XII se voit décerner l'Edge Awards du meilleur jeu de l'année 2006.

## Produits dérivés

### Japon

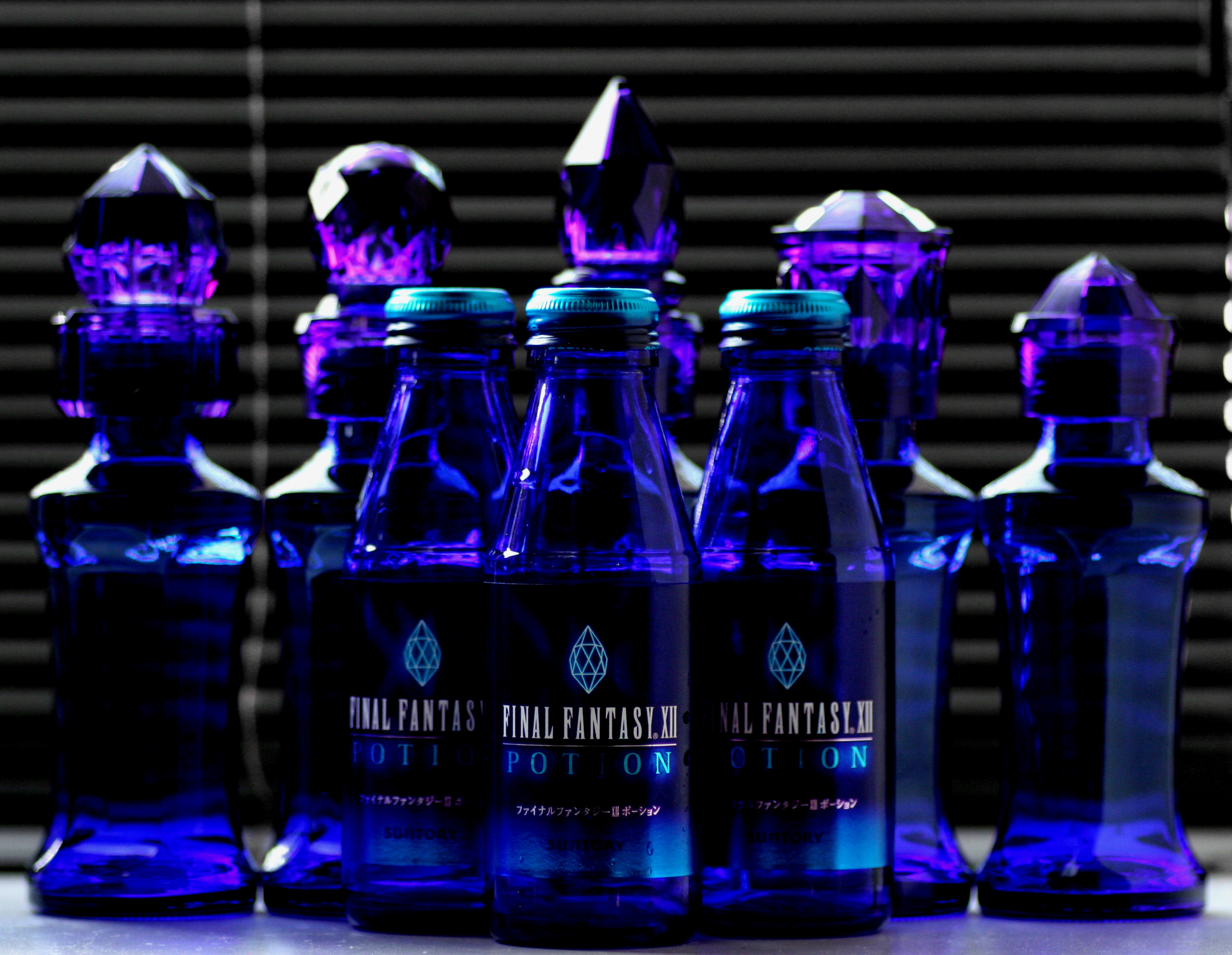
Potions de Final Fantasy XII

Le 16 mars 2006, Sony Computer Entertainment commercialise au Japon un pack spécial contenant une console PlayStation 2, une manette DualShock, un support vertical pour la console, ainsi qu'un exemplaire du jeu Final Fantasy XII. Le constructeur japonais Hori sort également à ce moment-là des cartes mémoires spéciales, avec des autocollants reprenant les personnages principaux du jeu. La société Logicool (branche japonaise de Logitech) conçoit une manette aux couleurs du jeu, commercialisée en même temps que celui-ci. Suntory produit pour l'occasion des « Potions » (une boisson à base de gelée royale, camomille, sauge, thym et marjolaine), vendues à partir du 7 mars 2006 au Japon uniquement. Une édition limitée contenant en plus une carte collector (27 différentes au total) à l'effigie du jeu (Final Fantasy XII Premium Box) est commercialisée dans le même temps. Ces potions remportent un grand succès et sont rapidement épuisées.
Quatre guides de jeu de la série Ultimania, réalisés par le Studio Bent Stuff sont sortis : 
- Final Fantasy XII Battle Ultimania (publié le 16 juin 2006) : un guide consacré au système de jeu et à ses mécanismes, avec aussi des interviews des développeurs.
- Final Fantasy XII Scenario Ultimania (publié le 16 juin 2006) : un guide qui contient des descriptions sur les lieux présentés dans le jeu, les personnages, ainsi que des éclairages sur le scénario. Il contient aussi des interviews des développeurs.
- Final Fantasy XII Ultimania Ω (publié le 24 novembre 2006) : ce troisième ouvrage de 672 pages se veut le guide ultime pour Final Fantasy XII. Il contient les interviews des comédiens, l'histoire complète du jeu, des illustrations, une présentation détaillée de tous les personnages ainsi qu'un guide complet du jeu. Une nouvelle écrite par Benny Matsuyama figure également dans ce guide.
- Final Fantasy XII International Zodiac Job System Ultimania (publié le 6 septembre 2007) : un quatrième guide consacré à la version internationale.

Ce jeu a été adapté en manga par Amou Gin (ja) et a été publié en série dans Gangan Powered et puis Gangan ONLINE (ja).

### Amérique du Nord
En Amérique du Nord, le jeu sort sous deux formes : une édition normale, et une édition collector disponible pour 10 dollars de plus chez EB Games et Gamestop. Cette édition limitée offre sur un disque bonus des contenus spéciaux : interviews des développeurs, bandes-annonces, galeries d'images, ainsi qu'une featurette intitulée History of Final Fantasy, qui dresse un historique de la saga et s'intéresse aux futurs jeux. Un guide complet du jeu est publié par BradyGames pour la sortie du jeu.

### Europe
En Europe, un pack spécial contenant la console PlayStation 2, une manette et un exemplaire du jeu est commercialisé pour la sortie du jeu, le 22 février 2007, pour le prix de 159 euros. L'éditeur de guides de jeux vidéo Piggyback sort en Europe un guide de 340 pages sur le jeu. Publié en même temps que le jeu, ce guide est disponible en édition collector, qui se présente sous la forme d'un livre ancien (couverture marron ornée de dorures et de motifs, papier de qualité supérieure), pour un prix avoisinant les 25 euros. Une édition simple contenant une couverture classique sort en même temps, pour 19 euros.

### Citations
1. ↑  « Ondore: Le Roi avait depuis peu quitté le Cité Royale de Rabanastre lorsque les survivants de l'Ordre revinrent. Et peu après, une terrible révélation les attendait. Le Traité serait signé par le Fer et écrit avec du Sang royal. » (extrait du jeu Final Fantasy XII, Square-Enix, PlayStation 2).
2. ↑  « Ondore: Prions, aussi, pour la noble Princesse Ashe, qui, affligée par la défaite de son Royaume, s'est donné la mort. Entendu aussi que le Capitaine Basch fon Ronsenburg, pour Incitation à la Révolte et pour l'assassinat de S.M.R le Roi Raminas, a été déclaré coupable de Haute Trahison et condamné à mort. » (extrait du jeu Final Fantasy XII, Square-Enix, PlayStation 2).
3. ↑  « Basch: C'est tout le contraire. Reks était le témoin dont ils avaient besoin. Il fallait que j'aie l'air d'avoir assassiné le Roi—Reks est innocent. Les Dieux en ont décidé ainsi. » (extrait du jeu Final Fantasy XII, Square-Enix, PlayStation 2).
4. ↑  « Vaan: Tu peux arrêter de t'excuser. Vraiment, c'est bon. Je sais que ce n'était pas ta faute. Je le vois maintenant. Tu n'as pas tué mon frère. C'était l'Empire. Mon frère s'est fié à toi. Et il avait raison. » (extrait du jeu Final Fantasy XII, Square-Enix, PlayStation 2).
5. ↑  « Larsa: Vayne Solidor, le Consul, est mon frère... Mon frère est un homme remarquable » (extrait du jeu Final Fantasy XII, Square-Enix, PlayStation 2).
6. ↑  « Ghis : Eh bien, venez maintenant. Avez-vous oublié vos manières ? C'est la moindre des politesses... Feu la Princesse Ashelia B’nargin Dalmasca. » (extrait du jeu Final Fantasy XII, Square-Enix, PlayStation 2).
7. ↑  « Ondore : Vous êtes peut-être une Princesse, mais sans preuve de votre identité, vous n'avez aucun pouvoir. Vous resterez ici avec moi. Nous attendrons le moment propice pour agir. » (extrait du jeu Final Fantasy XII, Square-Enix, PlayStation 2).
8. ↑  « Ashe: Rasler... je vous vengerai. » (extrait du jeu Final Fantasy XII, Square-Enix, PlayStation 2).
9. ↑  « Ashe : Je vais trouver l'Éclat de l'Aube. C'est la preuve dont j'ai besoin. Je sais où il est caché. » (extrait du jeu Final Fantasy XII, Square-Enix, PlayStation 2).
10. ↑  « Larsa : Dame Ashe, partons pour Bur-Omisace. Avec la bénédiction du Grand Pontife Anastasis... vous pourriez revêtir votre couronne, et proclamer la restauration du Royaume de Dalmasca. En tant que Reine, vous pourriez demander la paix entre l'Empire et Dalmasca... et stopper le Marquis Ondore. » (extrait du jeu Final Fantasy XII, Square-Enix, PlayStation 2).
11. ↑  « Le Grand Pontife Anastasis: Pour Archadia, Larsa. Pour Rozarria, Al-Cid. Ils ne désirent pas la guerre. Si les deux empires venaient à s'affronter, ce serait le début d'une nouvelle ère pour Ivalice. » (extrait du jeu Final Fantasy XII, Square-Enix, PlayStation 2).
12. ↑  « Larsa: Dalmasca serait le champ de bataille ! Et si des Nihilithes étaient utilisés sur Rabanastre ? Vous savez que mon frère serait capable de le faire ! » (extrait du jeu Final Fantasy XII, Square-Enix, PlayStation 2).
13. ↑  « Al-Cid: L'Empereur Gramis n'est plus. Il a été assassiné. » (extrait du jeu Final Fantasy XII, Square-Enix, PlayStation 2).
14. ↑  « Drace: Une vipère parmi vos sénateurs !? / Vayne: Avec le Sénateur Gregoroth à leur tête. Il a avoué et s'est condamné lui-même de sa propre main. » (extrait du jeu Final Fantasy XII, Square-Enix, PlayStation 2).
15. ↑  « Cid: Ai-je raison ? Bien sûr que oui. Une noble fille du Roi-Dynaste ! Vous feriez bien de vous rendre à Gilvégane. Qui sait ? Peut-être y recevrez-vous une nouvelle pierre pour vous récompenser de vos efforts. » (extrait du jeu Final Fantasy XII, Square-Enix, PlayStation 2).
16. ↑  « Gerun: Partez en quête du Criste-Solaire. Il dort du sommeil du juste dans une tour isolée. La mère de tous les Nihilithes. La source de leur pouvoir infini. » (extrait du jeu Final Fantasy XII, Square-Enix, PlayStation 2).
17. ↑  « Gerun: Prenez ce glaive, l'Épée du Pacte. Le sceau des Occurias, la preuve de votre rang. Tranchez le Criste, arrachez vos Éclats. Usez du pouvoir du Roi-Dynaste ! Détruisez Venat ! » (extrait du jeu Final Fantasy XII, Square-Enix, PlayStation 2).
18. ↑  « Gerun: Princesse, vous êtes notre Élue. Vengez-vous de ceux qui ont pris votre royaume. Accomplissez votre rôle de messie. » (extrait du jeu Final Fantasy XII, Square-Enix, PlayStation 2).
19. ↑  « Gerun: Venat est un hérétique ! (...) L'hérétique a commis le sacrilège de transmettre notre savoir aux humains. Avec leurs imitations, ils profanent notre loi. » (extrait du jeu Final Fantasy XII, Square-Enix, PlayStation 2).
20. ↑  « Bergan: Écoutez ! Ivalice acclame son véritable Roi-Dynaste, Vayne Solidor ! Il défiera la volonté des Dieux, et remettra les rênes de l'Histoire entre les mains de l'Homme ! » (extrait du jeu Final Fantasy XII, Square-Enix, PlayStation 2).
21. ↑  « Balthier: Il était obsédé par les Nihilithes. Il n'écoutait plus rien et passait son temps à bafouiller des absurdités. Il parlait d'un certain "Eynah", ou peut-être était-ce "Venat" ?... Peu importe. Tout ce qu'il a fait avait pour but de se rapprocher des Nihilithes, de les comprendre. » (extrait du jeu Final Fantasy XII, Square-Enix, PlayStation 2).
22. ↑  « Vayne: Nous avons conquis deux royaumes, afin que vous puissiez étudier ces "babioles". / Cid: Oh, je vous suis reconnaissant pour votre abnégation. Sans cela, les Nihilithes divins nous seraient restés inaccessibles — des armes d'une puissance inégalable, je vous le garantis. » (extrait du jeu Final Fantasy XII, Square-Enix, PlayStation 2).
23. ↑  « Ashe: Dans toute l'histoire de Dalmasca, jamais nous n'avons utilisé l'Éclat du Crépuscule. Malgré la situation difficile, notre peuple s'est résolu à ne jamais s'en servir. C'est cette Dalmasca que je voulais restaurer... Se reposer sur la pierre reviendrait à les trahir. Je détruirai le Criste-Solaire ! J'abandonne les Nihilithes. » (extrait du jeu Final Fantasy XII, Square-Enix, PlayStation 2).
24. ↑  « Gabranth: Oui, je suis celui qui s'est fait passer pour Basch, celui qui ôté la vie à votre père. Dame Ashe ! Le meurtrier de votre père est ici ! » (extrait du jeu Final Fantasy XII, Square-Enix, PlayStation 2).
25. ↑  « Reddas: Il était une fois un Haut-Juge. Il y a de cela deux ans, il s'empara de l'Éclat de la Nuit et l'utilisa, ne sachant pas ce qu'il allait advenir... et Nabudis fut détruite. Il avait agi sur les ordres de Cid, qui désirait tester le véritable pouvoir des Nihilithes. Cet homme jura que plus jamais un tel pouvoir ne serait utilisé. Il abandonna son armure de Juge, ainsi que son nom... / Gabranth: Le Juge Zecht ! » (extrait du jeu Final Fantasy XII, Square-Enix, PlayStation 2).
26. ↑  « Al-Cid: Durant leur entraînement, une division de la Résistance a ignoré les ordres et a déserté. Ils ont ensuite provoqué au combat les forces impériales dans l'espace aérien de Nabradia. / Basch : Pourquoi seraient-ils allés là-bas ? Ils voulaient être repérés ! / Al-Cid : Vous ne comprenez pas. Ces vaisseaux devaient à coup sûr faire partie d'une division de l'armée Rozarienne. Ils ont dû rejoindre la Résistance en tant que volontaires ou mercenaires... malgré cela, ils restent des soldats placés sous le commandement direct de l'État-Major de Rozarria. Cette cinquième colonne a envahi l'espace aérien archadien et provoqué des hostilités. Son Excellence le Marquis a été forcé de donner à sa flotte principale l'ordre d'attaquer. Et le champ de bataille n'est autre que... Dalmasca. » (extrait du jeu Final Fantasy XII, Square-Enix, PlayStation 2).
27. ↑  « Balthier: Rozarria entrera dans la bataille, en prétendant défendre Dalmasca... et nous aurons une guerre entre les empires. / Al-Cid : Oui. L'Armée Rozarrienne prendra son temps. Elle attendra que l'Empire se soit usé au combat contre le Marquis. Mais ensuite, Vayne les écrasera tous les deux. » (extrait du jeu Final Fantasy XII, Square-Enix, PlayStation 2).
28. ↑  « Gabranth: Tu me consternes, mon frère ! Tu as failli envers Landis, tu as failli envers Dalmasca... tout ce que tu devais protéger. Pourtant, tu te raccroches toujours à ton honneur. Comment ? / Basch: Je devais protéger une personne plus importante. Et je l'ai fait. Comment as-tu pu survivre ? Ne serait-ce pas en protégeant le Seigneur Larsa ? » (extrait du jeu Final Fantasy XII, Square-Enix, PlayStation 2).
29. ↑  « Vayne: Observe bien, Larsa. Regarde et ressens la souffrance que doit éprouver celui qui doit régner, mais qui manque encore de force. / Larsa: Non. Non, mon frère. Je ne le ferai pas. Même si je ne possède pas ta force, je ne changerai pas d'avis. » (extrait du jeu Final Fantasy XII, Square-Enix, PlayStation 2).
30. ↑  « Ashe: Ici Ashelia Dalmasca. Je confirme ce que le Haut-Juge Gabranth et Larsa Solidor ont déclaré précédemment. Je vous en prie. Stoppez votre attaque. La guerre est finie. Ivalice se tourne vers de nouveaux horizons. Un nouveau jour vient de se lever. Nous sommes libres ! » (extrait du jeu Final Fantasy XII, Square-Enix, PlayStation 2).
31. ↑  « Larsa: Votre attention s'il vous plaît. Ici Larsa Ferrinas Solidor. Mon frère Vayne est mort au combat avec honneur. La Flotte Impériale est désormais placée sous mon commandement ! » (extrait du jeu Final Fantasy XII, Square-Enix, PlayStation 2).
32. ↑  « Gabranth: Si nous perdons Larsa, nous perdons l'Empire. Protège-le. Tu es le mieux à même de le faire. » (extrait du jeu Final Fantasy XII, Square-Enix, PlayStation 2).
33. ↑  « Mot de Balthier: J'ai trouvé ce qui a plus de valeur. Rendez-vous à Bervénia. » (extrait du jeu Final Fantasy XII, Square-Enix, PlayStation 2).